# 出村駅
出村駅（でむらえき）は、かつて東京都大田区の京浜電気鉄道（現：京浜急行電鉄）本線京浜蒲田（現：京急蒲田） - 雑色間に存在した駅。出村の名は、近隣の商店街に名を残している。

## 歴史
- 1901年（明治34年）2月1日：開業。
- 1936年（昭和11年）：上り副本線設置。急行列車待避駅となる。
- 1945年（昭和20年）7月1日：戦災による付近の被害が激しいため休止[2]。
- 1949年（昭和24年）6月1日：休止中に特に支障がなく、付近の復旧見込みもないと判断されたため、廃止となる[2]。

## 隣の駅
京浜急行電鉄
■本線
京浜蒲田駅 - 出村駅 - 雑色駅